# Улица Александра Невского (Симферополь)
Улица Алекса́ндра Не́вского — улица в центральном районе Симферополя. Названа в честь князя Александра Невского. Общая протяжённость — 1,03 км.

## Расположение
Улица берёт начало от Совнаркомоского переулка. Заканчивается улица Горького переходом в улицу Павленко. Общая протяжённость улицы составляет 1,03 км. Пересекается улицами Соборной (Серова), Жуковского, Желябова, Толстого, Речной, Суворовским спуском и переулком Пугачёва.

## История
Первоначальное название — Александро-Невская. Данное название улица получила от одноимённого собора. Собор вначале был построен французами на месте Суворовского ретраншемента (сейчас — гостиница «Украина»), однако из-за плохого качества его разобрали. Новый собор был возведён в 1829 году. Кроме того, в первой половине XIX века был построен комплекс зданий губернской земской больницы и ряд общественных домов.
С установлением советской власти улицу назвали в честь Розы Люксембург. В годы оккупации города нацистами улицу переименовали в Постштрассе (Почтовая улица). В здании Азово-Донского коммерческого банк находилась ортскомендатура № 853, главный военно-административный орган оккупационной власти в городе.
В мае 2008 года Симферопольский городской совет удовлетворил просьбу Русской общины Крыма и переименовал улицу Розы Люксембург в улицу Александра Невского. Данное переименование раскритиковали представители Коммунистической партии Украины. Лидер крымского отделения КПУ Леонид Грач заявил, что данная акция является «лакейским стремлением угодить Западу для удовлетворения потребностей украинских олигархов».
В августе 2019 года на улице Александра Невского был начат капитальный ремонт. В декабре 2019 года Глава Республики Крым Сергей Аксёнов, раскритиковал качество дорожного покрытия, назвав его «стиральной доской».

## Здания и сооружения
- № 1 — Симферопольский Главпочтамт, (КрымНИИпроект, мастерская архитектора А. А. Полегенького, 1982)[2]
- № 4 — Азово-Донской коммерческий банк[2]
- № 6 — Александро-Невский собор[2]
- № 7 — гостиница «Украина»[2]
- № 11 — здание коммерческого училища[2]
- № 13 — Крымцентрархив (до 1975 года)[2]
- № 15 — Симферопольский техникум железнодорожного транспорта (с 1946 по 2017 год)[2][7]
- № 19 — Свято-Никольский храм
- № 27 — Комплекс зданий губернской земской больницы[2]
- № 29 — КрымНИИпроект[2]

- Симферопольский Главпочтамт, (КрымНИИпроект, мастерская арх. А. А. Полегенького, 1982)
- Мемориальная доска А. А. Полегенькому на здании КрымНИИпроета